# Petr Sklenička
Petr Sklenička (* 1. února 1964 Česká Lípa) je český pedagog, od února 2018 rektor České zemědělské univerzity v Praze, emeritní děkan Fakulty životního prostředí ČZU v Praze. Od srpna 2019 do července 2021 byl předsedou České konference rektorů, nahradil jej rektor Masarykovy univerzity Martin Bareš. Od února 2023 je předsedou Dozorčí rady státního podniku Lesy ČR.
Specializuje se na adaptaci krajiny na sucho a povodně, na ochranu krajiny a půdy z pohledu krajinně-ekologického, krajinně-architektonického, ekonomického i plánovacího. Formuloval základní principy Chytré krajiny proti suchu a povodním jako modelu krajiny adaptované na klimatickou změnu. Založil Centrum pro vodu, půdu a krajinu při ČZU v Praze, které spolu s mezinárodním řešitelským týmem Chytrou krajinu realizuje v podobě řady realizačních projektů.

## Akademické působení
Mezi roky 2007 až 2014 (po vzniku fakulty v roce 2007) byl děkanem Fakulty životního prostředí ČZU, následně v letech 2014 až 2018 prvním proděkanem pro vědu a výzkum. Na této fakultě přednáší a garantuje předměty spojené s ochranou půdy a krajiny (Land management, Pozemkové úpravy, Krajinná ekologie). Kromě pedagogické činnosti na ČZU přednáší od roku 2005 i na FA ČVUT. V roce 2006 přednášel půl roku jako hostující profesor předměty Land Management a Visual Resources Management na Utah State University. Od února 2018 je rektorem České zemědělské univerzity v Praze. V lednu 2022 jej prezident ČR jmenoval rektorem i na další funkční období, a to s účinností od 1. února 2022.

## Publikační činnost
Celkem napsal přes 200 [zdroj?] odborných publikací. Mimo jiné v časopisech Nature Communications, Proceedings of the Royal Society B, Plos Biology, Applied Energy, Landscape Ecology, Landscape and Urban Planning, Land Use Policy, Journal of Archaelogical Science, Agriculture, Ecosystems & Environment, Applied Geography, Journal of Environmental Psychology, Environmental Science & Policy, Ecological Engineering, Environmental Management, Food Reviews International, Journal of Cleaner Production, Science of the Total Environment, Journal of Environmental Management a v dalších...
Je autorem dvou knih:
- Základy krajinného plánování, 2003
- Pronajatá krajina, 2011

Obory týkající se životního prostředí popularizuje v mediích jako Lidové noviny, Hospodářské noviny, Deník, Týdeník Ekonom, Euro, Vesmír, Česká televize, Český rozhlas, BBC, The Economist, Der Spiegel, La Presse+ a dalších.

## Členství v odborných společnostech
- předseda vědecké rady ČZU, člen vědecké rady FŽP ČZU v Praze
- člen vědecké rady JČU, VŠE, MENDELU, TU Zvolen, SPU v Nitre, ÚŽP UK, COŽP UK, MŽP ČR
- člen oborových rad na FŽP ČZU, PřF UK, FA ČVUT
- člen Rady CzechGlobe – Ústavu výzkumu globální změny AV ČR, Rady AOPK ČR (dříve předseda)
- místopředseda Monitorovacího výboru Programu rozvoje venkova, člen MV OPŽP
- předseda Dozorčí rady Lesy ČR s.p., dříve člen Dozorčí rady PGRLF

## Kontroverze
- reforma Fakulty životního prostředí [10] byla navzdory někdejším útokům některých zaměstnanců, kteří museli odejít pro nedostatečné výkony ve vědě nebo v pedagogice, velmi úspěšná. To dokládá mj. dnešní postavení oborů v prestižních světových žebříčcích, které fakulta pokrývá. [11]
- přijetí Jakuba Kleindiensta do funkce kvestora[12]
- prodej univerzitních pozemků[13], který proběhl zcela transparentně, byl skandalizován v reportáži redaktora Artura Janouška. Reportáž plná nepravd a smyšlených konstrukcí byla uvedena na pravou míru v tomto příspěvku, jehož veškerá tvrzení jsou 100% doložitelná.[14]